# داسابوویر
داسابوویر(به انگلیسی: Dasabuvir)، که با نام تجاری Exviera فروخته می‌شود، یک داروی ضد ویروسی برای درمان هپاتیت سی است. اغلب همراه با داروی ترکیبی ombitasvir/paritaprevir/ritonavir به‌طور خاص برای ویروس هپاتیت سی (HCV) نوع ۱ استفاده می‌شود. همچنین ممکن است ریباویرین به‌طور اضافی استفاده شود. این ترکیبات در بیش از ۹۰٪ افراد منجر به درمان می‌شود. این دارو به صورت خوراکی مصرف می‌شود.
عوارض جانبی شایع شامل مشکل در خواب، تهوع، خارش و احساس خستگی است. مصرف آن در مبتلایان به نارسایی کبدی توصیه نمی‌شود، اما در افراد مبتلا به بیماری کلیوی مناسب به نظر می‌رسد. در حالی که هیچ شواهدی مبنی بر آسیب در صورت استفاده در دوران بارداری وجود ندارد، این موضوع هنوز به خوبی مورد مطالعه قرار نگرفته‌است. نباید با قرص‌های ضدبارداری حاوی اتینیل‌استرادیول استفاده شود. داسابوویر در دسته داروهای بازدارنده HCV NS5B پلیمراز قرار دارد.
داسابوویر برای استفاده پزشکی در سال ۲۰۱۴ تأیید شد. این دارو در فهرست داروهای ضروری سازمان بهداشت جهانی قرار دارد. در ایالات متحده، توسط سازمان غذا و دارو (FDA) تنها برای استفاده در ترکیب با ombitasvir/paritaprevir/ritonavir تأیید شده‌است. تا سال ۲۰۱۵، دسترسی به این داروها در بسیاری از مناطق جهان ضعیف است.